# Erik Orsenna
Pour les articles homonymes, voir Arnoult et Orsenna.
Erik Orsenna est un écrivain et académicien français né le 22 mars 1947 à Paris.

## Biographie

### Jeunesse et études
Éric-Émile-Léonce Arnoult est l'aîné d'une fratrie de trois enfants nés dans une famille bourgeoise. Son père, Claude Arnoult, d'origines cubaine par son père et argentine, dirige une petite entreprise de jouets et est marin de réserve dans l'aéronavale. Sa mère, Janine Bodé, monarchiste, est issue d’une famille de paysans luxembourgeois devenus banquiers saumurois,. Il adhère au PSU à 17 ans et entre en hypokhâgne au lycée La Bruyère à Versailles. Pendant ses études, il est membre de la Conférence Olivaint.
Il étudie à l'Institut d'études politiques de Paris, dont il obtient le diplôme en 1968 (section Politique et sociale, 1968). Il est titulaire d'un doctorat en sciences économiques obtenu à l'université Panthéon Sorbonne (1975 et thèse complémentaire en 1976).

### Parcours professionnel
Il devient chercheur et enseignant dans le domaine de la finance internationale et de l’économie du développement (université de Rouen, université de Paris I, École normale supérieure, London School of Economics).
En 1981, il devient conseiller au ministère de la Coopération auprès de Jean-Pierre Cot, s’occupant des matières premières et des négociations multilatérales
Il est la plume de François Mitterrand, dont il est conseiller culturel en 1983 et 1984 avant d’être nommé maître des requêtes au Conseil d’État en décembre 1985, puis conseiller d’État en juillet 2000, avant d'être en disponibilité de cette institution, puis en retraite. Il est membre du Haut Conseil de la francophonie. De 1995 à 2001, il est président de l’École nationale supérieure du paysage. En 2002, il est membre du conseil de surveillance du groupe Canal+ et il est actuellement membre du conseil de surveillance de Telfrance (depuis décembre 2004).
Il fait partie de la commission Attali, où il fait la connaissance d'Emmanuel Macron.
Il a reçu le prix Goncourt et le prix Goncourt des lycéens en 1988 pour L'Exposition coloniale. En 1991, il devient président de la Corderie royale – Centre international de la mer de Rochefort-sur-Mer, et l’année suivante il est le président-fondateur de l’association Hermione-La Fayette.
Il est élu membre de l’Académie française au 17e fauteuil le 28 mai 1998, le même jour que Georges Vedel (il y est reçu le 17 juin 1999 par Bertrand Poirot-Delpech). La même année, il cofonde Cytale, entreprise ayant commercialisé la première liseuse électronique en France. Erik Orsenna est vice-président du conseil d’administration de la fondation FARM (fondation pour l’agriculture et la ruralité dans le monde).

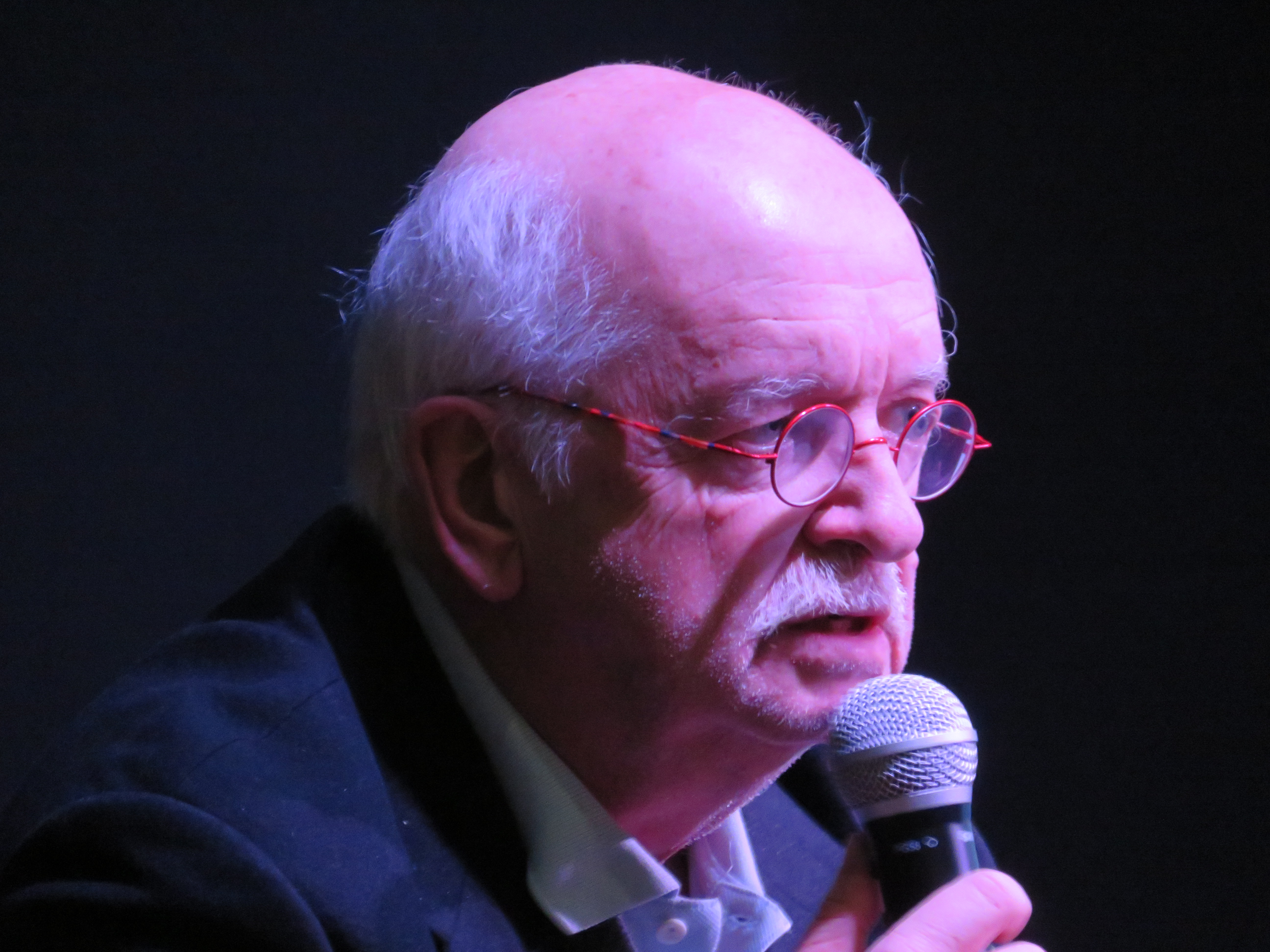
Erik Orsenna, lors d'une conférence à l'Espace des mondes polaires de Prémanon, le 27 février 2018 en littérature.

De 2009 à 2018, il est président du prix Orange du Livre et fait partie depuis mai 2014 du conseil d’administration de l’association Orchestre à l'école.
En 2010–2011, il est le parrain de la promotion de l’école des mousses « Quartier-Maître Jules Saffray ».
Il soutient François Hollande, le candidat PS à l'élection présidentielle de 2012.
En 2014, il devient membre du comité de surveillance de GreenFlex, société proposant aux entreprises des solutions visant à favoriser leur transition environnementale, sociétale et énergétique.
En 2015, il apparaît dans les spots publicitaires de l’association humanitaire Unicef, visant à encourager les legs et les dons, afin que les enfants du monde puissent avoir accès à l’éducation.
Le 27 février 2016, il est élu président de la Maison Elsa Triolet-Aragon à Saint-Arnoult-en-Yvelines.
Il soutient le candidat du mouvement En marche Emmanuel Macron lors de l'élection présidentielle de 2017. Il déclare être son ami et avoir participé au premier meeting du mouvement lors de cette campagne électorale. Il était présent à la célébration de sa qualification pour le second tour, le 23 avril 2017, au café parisien La Rotonde. Après sa victoire, il est nommé ambassadeur de la lecture, chargé de faire un tour de France à la rencontre des acteurs de ce sujet et devant réfléchir à l'extension des horaires des bibliothèques. Il fait partie des 131 personnalités qui appellent dans une tribune au maintien de la candidature de Cédric Villani pour les élections municipales de 2020 à Paris.
Le 30 septembre 2020, il est élu membre associé de l'Académie nationale de pharmacie.
En 2023, Erik Orsenna rejoint le groupe Madrigall et publie aux éditions Gallimard Histoire d'un ogre, où il raconte sous forme d'un conte le portrait critique de l'entrepreneur et milliardaire breton Vincent Bolloré,, qu'il considère « dangereux pour la démocratie ». Le magazine Challenges rappelle toutefois qu'en 2009, Erik Orsenna avait participé à la rédaction de la Charte des valeurs du groupe Bolloré, avec un texte faisant l'éloge de l'entreprise (dont il vantait notamment « la haute attention prêtée aux hommes et aux métiers »), et qu'il a également été présent lors d’événements mettant en scène les lauréats de la Fondation de la deuxième chance, soutenue justement par le groupe Bolloré. L'académicien reconnaît avoir « eu beaucoup d’admiration pour Vincent Bolloré comme entrepreneur », expliquant qu'un tournant a eu lieu avec « l’entrepreneur devenu financier » depuis sa prise de contrôle de Vivendi.

### Vie privée
Erik Orsenna a été marié et a divorcé à trois reprises :
- avec Nathalie Lambrichs du 3 septembre 1971 au 18 juin 1974
- avec Catherine Clavier du 30 décembre 1983 au 4 janvier 1993 (deux enfants, Sébastien et Judith)
- avec Isabelle Piétresson de Saint-Aubin du 3 juillet 2007 au 10 octobre 2011.

Il a également été en couple de 2012 à 2013 avec l’animatrice de télévision Sophie Davant.

## Décoration
- Commandeur de l'ordre du Mérite agricole (31 janvier 2020[34])

## Distinctions
- Docteur honoris causa de l'université catholique de Louvain
- Docteur honoris causa de l'université de Liège[35]
- Membre de l'Académie française
- Membre associé de l'Académie nationale de pharmacie
- Membre de l'académie Alphonse-Allais.

## Œuvres

### Sous le nom d'Éric Arnoult
- 1972 : Euro-émissions : nouvelles perspectives bancaires internationales, Mame, avec Jean-Paul Lemaire
- 1977 : Espace national et déséquilibre monétaire, Presses universitaires de France, Paris  — texte remanié de sa seconde thèse de doctorat ès sciences économiques
- 1999 : Le Conseil d’État : juger, conseiller, servir, avec François Monnier, éditions Gallimard, coll. « Découvertes Gallimard / Culture et société » (no 388),  (ISBN 2-07-053491-X).

### Sous le nom d'Erik Orsenna
- 1974 : Loyola’s Blues, éditions du Seuil
- 1977 : La Vie comme à Lausanne, éd. du Seuil  (ISBN 2-02-004698-9) (prix Roger-Nimier)
- 1980 : Une comédie française, éd. du Seuil  (ISBN 2-02-005601-1)
- 1981 : Villes d’eaux, avec Jean-Marc Terrasse, Ramsay (ISBN 2-85956-197-8)
- 1988 : L'Exposition coloniale, éd. du Seuil  (ISBN 2-02-010017-7) (prix Goncourt)
- 1990 : Rêves de sucre, Hachette (ISBN 2-01-016519-5)
- 1992 : Besoin d’Afrique, avec Éric Fottorino et Christophe Guillemin, Fayard,  (ISBN 2-213-02761-7)
- 1993 : Grand Amour, éd. du Seuil  (ISBN 9782020121279)
- 1995 : Mésaventures du paradis : mélodie cubaine,  (ISBN 2-02-022-780-0)
- 1995 : Rochefort et la Corderie royale,  (ISBN 2-85822-136-7)
- 1996 : Histoire du monde en neuf guitares, avec Thierry Arnoult, Fayard  (ISBN 2-213-59549-6)
- 1997 : Deux Étés, Fayard   (ISBN 2-213-59903-3)
- 1998 : Longtemps, Fayard   (ISBN 2-213-60082-1)
- 2000 : Portrait d’un homme heureux : André Le Nôtre, Fayard   (ISBN 2-213-60613-7)
- 2001 : La grammaire est une chanson douce, éditions Stock (ISBN 2-234-05403-6)
- 2002 : Madame Bâ, Stock  (ISBN 2-213-61545-4)
- 2003 : Les Chevaliers du subjonctif, Stock   (ISBN 2-234-05698-5)
- 2004 : Dernières nouvelles des oiseaux, Stock   (ISBN 2-234-05759-0)
- 2005 : Portrait du Gulf Stream. Éloge des courants : promenade, éd. du Seuil  (ISBN 2-02-048678-4)
- 2006 : Voyage aux pays du coton : Petit précis de mondialisation I, Fayard  (ISBN 2-213-62527-1) (Prix du livre d'économie).
- 2006 : Salut au Grand Sud, avec Isabelle Autissier, Stock   (ISBN 2-234-05906-2)
- 2007 : La Révolte des accents, Stock   (ISBN 9782234057890)
- 2007 : Le Facteur et le Cachalot, Les Rois Mages
- 2008 : La Chanson de Charles Quint, Stock  (ISBN 9782234061408)
- 2008 : L'Avenir de l'eau  : Petit précis de mondialisation II, prix Joseph-Kessel 2009, Fayard  (ISBN 9782213634654)
- 2008 : Courrèges, Paris, Xavier Barral, novembre 2008, 224 p. (ISBN 978-2-915173-27-7, présentation en ligne).
- 2009 : Et si on dansait ?, Stock   (ISBN 9782234060586)
- 2010 : L'Entreprise des Indes, Stock  (ISBN 9782234063921)
- 2010 : Princesse Histamine, Stock]  (ISBN 9782234065000)
- 2012 : Sur la route du papier. Petit précis de mondialisation III, Stock  (ISBN 9782234063358)
- 2013 : La Fabrique des mots, Stock  (ISBN 978-2-2340-7420-0). Suite et fin de sa saga sur la grammaire.
- 2014 : Mali, ô Mali, Stock , suite de Madame Bâ.
- 2014 : Passer par le nord - La nouvelle route maritime, avec Isabelle Autissier, éditions Paulsen (ISBN 978291655-2354). Collection Folio Gallimard, 2016  (ISBN 9782070468737)
- 2015 : La Vie, la mort, la vie  : Louis Pasteur (1822–1895), Fayard.
- 2016 : L’Origine de nos amours, Stock   (ISBN 978-2-234-07892-5)
- 2017 : La Fontaine : Une école buissonnière, Stock, 2017 (lire en ligne)
- 2017 : Géopolitique du moustique : Petit précis de mondialisation IV, co-auteur avec Isabelle de Saint-Aubin, Fayard  (ISBN 9782848687513)
- 2018 : Désir de villes : Petit précis de mondialisation V. Avec Nicolas Gilsoul, Robert Laffont (ISBN 9782221192757)
- 2019 : Voyage au pays des bibliothèques. Avec Noël Corbin, Stock  (ISBN 9782234086067)
- 2019 : Beaumarchais, un aventurier de la liberté, Stock  (ISBN 9782234086104)
- 2020 : Briser en nous la mer gelée, Gallimard  (ISBN 9782072851506)
- 2020 : Cochons, Voyage aux pays du vivant. Petit précis de mondialisation VI. Avec le Dr Isabelle de Saint Aubin, Fayard Stock  (ISBN 9782213714714)
- 2021 : La Passion de la fraternité : Beethoven, Stock / Fayard
- 2022 : Les  Mots immigrés, avec Bernard Cerquiglini , Stock  (ISBN 9782234092617)
- 2022 : La terre a soif. Petit précis de mondialisation VII., Fayard  (ISBN 978-2-213-72075-3)
- 2023 : Histoire d'un ogre, Gallimard, roman  (ISBN 9782073014009)
- 2023 : Il était une fois la Terre, avec Pierrick Graviou et Serge Bloch, Gallimard  (ISBN 2742465529)
- 2024 : Nourrir sans dévaster. Petit précis de mondialisation - VIII, avec Julien Denormandie, Flammarion  (ISBN 978-2080433411).